# La Colombe (Mancha)
La Colombe é uma comuna francesa na região administrativa da Normandia, no departamento Mancha. Estende-se por uma área de 14,44 km². Em 2010 a comuna tinha 642 habitantes (densidade: 44,5 hab./km²).